# Мегленци
Мегленци (мкд. Мегленци) су насеље у Северној Македонији, у јужном делу државе. Мегленци припадају општини Новаци.

## Географија
Насеље Мегленци је смештено у јужном делу Северне Македоније. Од најближег већег града, Битоља, насеље је удаљено 22 km источно.
Мегленци се налазе у источном делу Пелагоније, највеће висоравни Северне Македоније. Насељски атар на западу је равничарски, док у источном делу издиже Селечка планина. Надморска висина насеља је приближно 760 метара.
Клима у насељу је планинска због знатне надморске висине.

## Становништво
Мегленци су према последњем попису из 2002. године имали 20 становника. 
Претежно становништво по последњем попису су етнички Македонци.
Већинска вероисповест је православље.